# Maratona aquática no Campeonato Europeu de Esportes Aquáticos de 2022 - 5 km feminino
Os  5 km da maratona aquática feminina' da maratona aquática no Campeonato Europeu de Esportes Aquáticos de 2022 ocorreu no dia 20 de agosto, em Óstia na Itália.

## Calendário
| Fase  | Data         | Hora  |
| ----- | ------------ | ----- |
| Final | 20 de agosto | 10:00 |

Todos os horários estão no horário local (UTC+1)

## Medalhistas
| Ouro                        | Prata                 | Bronze                      |
| Sharon van Rouwendaal (NED) | María de Valdés (ESP) | Giulia Gabbrielleschi (ITA) |

## Resultados
Esses foram os resultados da competição.
| Pos.              | Nadadora               | Nacionalidade | Tempo     |
| ----------------- | ---------------------- | ------------- | --------- |
| Medalha de ouro   | Sharon van Rouwendaal  | Países Baixos | 56:58.7   |
| Medalha de prata  | María de Valdés        | Espanha       | 57:00.2   |
| Medalha de bronze | Giulia Gabbrielleschi  | Itália        | 57:00.3   |
| 4                 | Angélica André         | Portugal      | 57:00.4   |
| 5                 | Leonie Beck            | Alemanha      | 57:01.1   |
| 6                 | Aurélie Muller         | França        | 57:03.3   |
| 7                 | Lea Boy                | Alemanha      | 57:06.2   |
| 8                 | Madelon Catteau        | França        | 57:22.6   |
| 9                 | Mafalda Rosa           | Portugal      | 57:29.0   |
| 10                | Martina De Memme       | Itália        | 57:36.9   |
| 11                | Sofie Callo von Platen | Itália        | 57:54.3   |
| 12                | Jeannette Spiwoks      | Alemanha      | 57:58.6   |
| 13                | Alena Benešová         | Chéquia       | 58:19.8   |
| 14                | Eva Fabian             | Israel        | 58:21.3   |
| 15                | Katja Fain             | Eslovênia     | 59:39.9   |
| 16                | Ángela Martínez        | Espanha       | 59:43.0   |
| 17                | Fleur Lewis            | Reino Unido   | 59:58.3   |
| 18                | Arianna Valloni        | San Marino    | 1:00:00.8 |
| 19                | Kennedy Denby          | Reino Unido   | 1:00:32.3 |
| 20                | Gablan Orian           | Israel        | 1:02:26.7 |